# Moldoveni (gmina w okręgu Jałomica)
Moldoveni – gmina w Rumunii, w okręgu Jałomica. Obejmuje tylko jedną miejscowość Moldoveni. W 2011 roku liczyła 1247 mieszkańców. 